# Михаил Минчев
Михаил Хаджииванов Минчев е български национален революционер. Кмет на Хасково (1878).

## Биография
Михаил Минчев е роден през 1852 г. в Хасково. Учи в Роберт колеж в Цариград, но поради заболяване не успява да го завърши. Завръща се в Хасково и става търговец. Участва в културно-просветния живот на града.
В революционните борби се включва благодарение на оказаното му влияние от Петър Берковски. Касиер е на Хасковския частен революционен комитет от ВРО. Осъден по делото за покушението срещу хасковския чорбаджия хаджи Ставри Примо. Бяга от заточението в Диарбекир през 1876 г. Установява се в Русия след бягството им с Берковски на руски кораб от град Александрета. След преминаване през Одеса отива в Румъния, където го сварва началото на войната, където се записва в редовете на Българското опълчение. Участва като преводач и разузнавач в Руско-турска война (1877 – 1878). Като разузнавач, зачислен в щаба на генерал-адютанта Йосиф Гурко участва в битките при обсадата на Плевен, за София, Самоков и Пловдив, за което е отличен от командването на Западния отряд.
След Освобождението от османско владичество се бие срещу Станислас Сенклер и устроените от него разбойнически групи. Тойе след това става първият кмет на Хасково (1878).
Негов брат е революционерът Георги Минчев. Баща е на оперния певец Желю Минчев.